# Infernet
Infernet es una película dramática italiana dirigida por Giuseppe Ferlito y escrita por Roberto Farnesi y Marcello Iappelli, con las actuaciones, entre otros, de Remo Girone, Ricky Tognazzi, Roberto Farnesi, Katia Ricciarelli, Daniela Poggi y Giorgia Marin.

## Sinopsis
Un cura acusado falsamente de pedofilia; un famoso actor con problemas; un adolescente sin personalidad; un hombre de negocios, que destruye su familia debido a la ludopatía; y finalmente tres amigas adolescentes, atraídas por el dinero fácil de la prostitución.

## Reparto
- Remo Girone: Don Luciano.
- Ricky Tognazzi: Giorgio.
- Roberto Farnesi: Claudio.
- Daniela Poggi: Martina.
- Giorgia Marin: Nancy.
- Laura Adriani: Giada.
- Elisabetta Pellini: Arianna.
- Andrea Montovoli: Paolo.
- Leonardo Borgognoni: Sandro.
- Daniel Pistoni: Gianluca.
- Katia Ricciarelli: Sara.
- Massimo Olcese: Alessio, padre de Nancy.
- Gianfrancesco Spina: Samuele.
- Viorel Mitu: Ludovico.

- Datos: Q20871693